# Paul Ginisty
Paul Ginisty (Grenelle, 4 avril 1855 - Paris, 5 mars 1932) est un écrivain, chroniqueur et journaliste français.

## Historique
Chroniqueur régulier au journalGil Blas, il y fait la connaissance de Guy de Maupassant qui lui dédiera la nouvelle Mon oncle Sosthène. De 1896 à 1906, il est directeur du Théâtre de l'Odéon, puis devient inspecteur des monuments historiques.

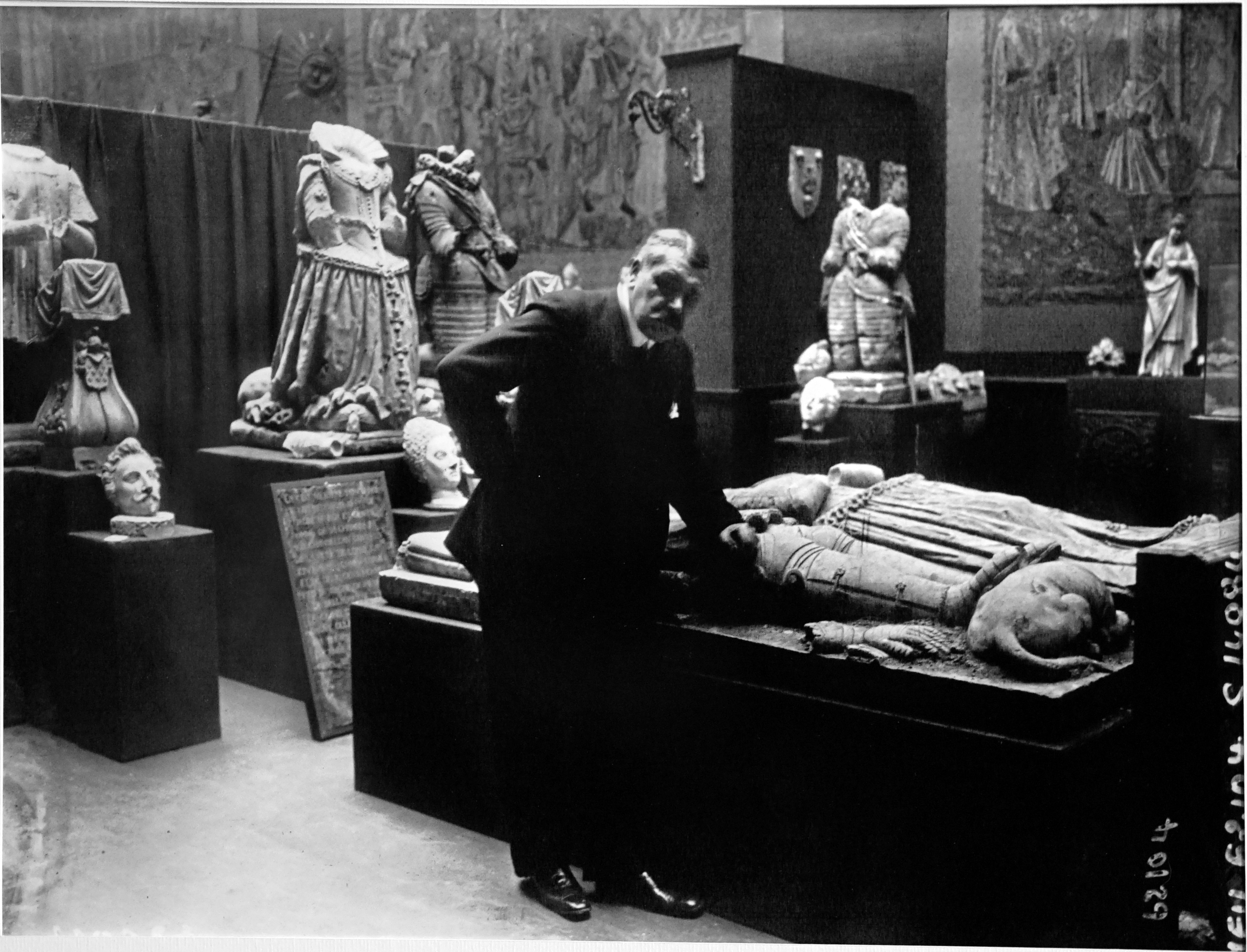
M. Ginisty organisateur d'une exposition au Petit Palais sur les destructions allemandes des œuvres d'art pendant la Grande guerre.

L’Académie française lui décerne le prix Monbinne en 1891 pour l'ensemble de son œuvre de critique littéraire.